# Cles
Cles (IPA: /ˈkles/; Clés o Cliès in noneso) è un comune italiano di 7 419 abitanti della provincia autonoma di Trento in Trentino-Alto Adige. È il capoluogo della Val di Non.

## Geografia fisica
Cles è situato in Val di Non, territorio di cui è il centro amministrativo. A ovest dell'abitato si trovano il Monte di Cles e il Monte Peller (2 319 m s.l.m.), mentre a est c'è il lago di Santa Giustina.

## Etimologia
Il nome Cles è di origine molto antica e non se ne conosce per certo l'origine. Potrebbe derivare da termini in lingua latina come ecclesia (luogo sacro di riunione), cleus (luogo chiuso, fortificato), clusum (luogo posto fra monti e villaggi) oppure clavis (luogo in posizione centrale).
Cles è formato da tre rioni di origine molto antica:
- Pez (Péz), che si trova nei pressi del Dòs de Péz, punto panoramico sulla valle;[6] nel dialetto locale péz significa abete rosso.[7]
- Spinazeda, che deriva da spina, un arbusto spinoso che cresceva in quel posto,
- Prato, che deriva da pratum, un luogo pianeggiante ed esteso.

## Storia
In epoca romana Cles era un emporium antichissimo, vale a dire il più importante centro delle valli di Non e di Sole, al quale la gente accorreva da tutte le parti per affari, commerci e specialmente per il culto delle divinità pagane.
Avvenuta poi, dopo l'anno 400 d.C., la conversione in massa al cristianesimo, Cles continuò a essere centro delle due valli, soprattutto da un punto di vista religioso. In quell'epoca furono abbattuti i monumenti del culto pagano e costruita a Cles la prima chiesa della valle, che per molto tempo servì per tutti i cristiani dei dintorni, dando il nome al paese (il toponimo Cles potrebbe derivare da ecclesia).

### Tavola Clesiana

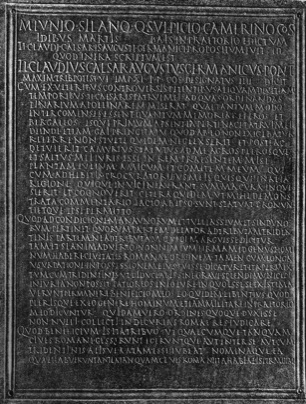
Tabula Clesiana

Il 29 aprile del 1869 presso le attuali scuole medie di Cles (nella località Campi Neri) è stata ritrovata la nota Tabula Clesiana o Tavola Clesiana ovvero la più importante fra tutte le iscrizioni romane trovate finora in Val di Non.
La tavola è datata 15 marzo 46 (d.C.) e porta inciso l'editto col quale l'Imperatore Tiberio Claudio concedeva la cittadinanza romana con forza retroattiva e quale speciale grazia sovrana agli Anauni, ai Tulliassi (che forse identificava il popolo dell'attuale Val Rendena) e ai Sindoni (con ogni probabilità le popolazioni della Val di Sole). Con questa iscrizione si intendeva sanare tutte le irregolarità antecedenti, e si resero validi atti e contratti illegali prima compiuti. Si tolse così ogni differenza politica e civile fra gli abitanti della città e quelli della valle, gli Anauni fecero parte del municipium di Tridentum, che nel decreto imperiale è detto splendi (splendido).
L'editto di Claudio fu iscritto su una tavola di bronzo alta circa 50 cm, larga 38 cm, dallo spessore di 5 mm e dal peso di 7,14 kg. Ai quattro lati si trovano fori circolari, che dovevano permetterne l'affissione ad una parete (probabilmente all'epoca era esposta al pubblico).
L'iscrizione, ritrovata casualmente nel 1869 nei Campi Neri durante uno scavo, oggi è conservata a Trento al Civico Museo del Castello del Buonconsiglio; una copia è visibile a Cles nella Sala della Colonna del Palazzo Assessorile e al Museo Retico di Sanzeno. La Tavola Clesiana, oltre che aver avuto un'importanza rilevante per la storia del Trentino in età romana, è stata indicativa anche per gli eventi politici dell'epoca.

### Bernardo Clesio

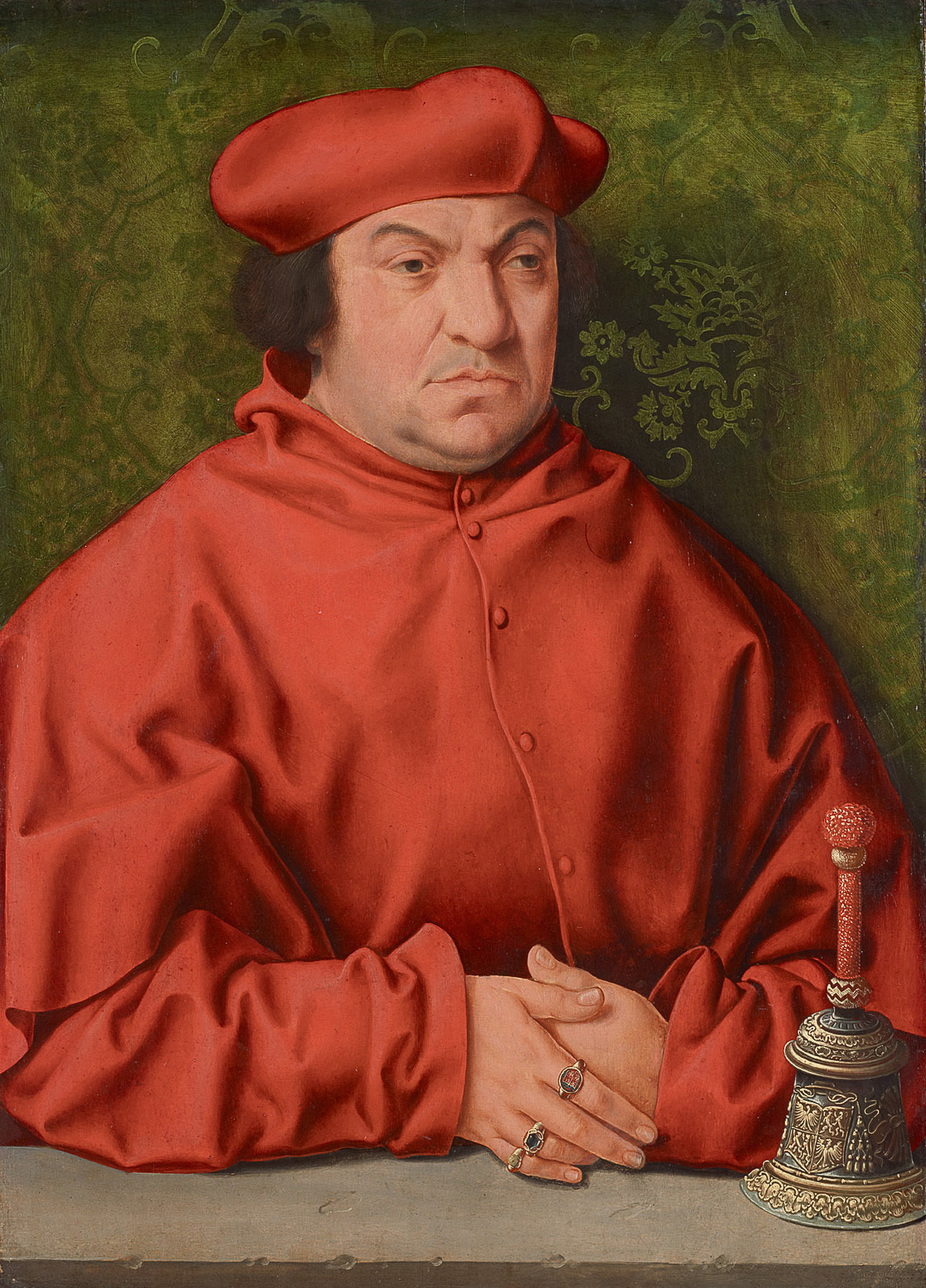
Bernardo Clesio

La famiglia dei signori di Castel Cles, il cui membro più illustre fu Bernardo Clesio (Cles, 11 marzo 1485 – Bressanone, 30 luglio 1539), prese il nome da questo antico borgo. Lo stesso Bernardo, in alcuni testi, viene citato come Cles oppure come da Cles.
Bernardo Clesio fu dapprima cardinale italiano poi principe vescovo di Trento. Clesio fu molto attivo nell'organizzazione del Concilio di Trento voluto per bloccare l'espansione della Riforma Luterana. Oltre ad avere intitolato parecchie vie del Trentino (come ad esempio la via che porta al Museo del Castello del Buonconsiglio a Trento) e lo stesso istituto scolastico di Cles in suo onore, la Cooperazione Trentina ha adottato fin dalla sua nascita lo stemma del cardinale come proprio simbolo.

### Manovre militari in Val di Non (1905-1935)
Le manovre del 1905 furono organizzate dall'Impero austro-ungarico e videro la presenza dell'imperatore Francesco Giuseppe. Al tempo la Val di Non faceva parte dell'Impero austro-ungarico ma era anche terra di confine e per questo aveva un ruolo importante sia politicamente che militarmente grazie alla sua posizione strategica.
Dopo la prima guerra mondiale la Val di Non assieme al Trentino fu annessa al Regno d'Italia sotto il re Vittorio Emanuele. Le manovre di questo periodo furono tra le più importanti di tutto il ventennio fascista. La valle rimaneva sempre terra di confine pur avendo cambiato bandiera e Mussolini aveva l'intenzione di dimostrare al vicino austriaco la forza del proprio esercito. Nello stesso periodo furono organizzate altre grandi manovre in preparazione alla seconda guerra mondiale: sulle Alpi Orobie, nel nord-est del Friuli, nelle Valli dell'Adige. Benito Mussolini partecipò attivamente e in prima persona alle manovre in Val di Non.
Queste grandi manovre però, provocarono scompiglio e disagio tra la popolazione in quanto gli uffici pubblici e le abitazioni dovevano essere liberati, bisognava provvedere al cibo per i soldati, il bestiame al pascolo era proibito e i veicoli potevano circolare solo in determinati orari.
Alla fine delle manovre, il 30 agosto 1935 a Romeno, in un video pubblicato alla mostra, Mussolini dichiara ai suoi soldati (circa 100 000) che le manovre in Val di Non erano terminate, ringraziandoli per il loro aiuto e la loro disciplina.
Un museo dedicato alle manovre militari è stato allestito nel 2009 in una casa nelle vicinanze della diga di Santa Giustina.

### Simboli

Stemma di Cles

Il Comune di Cles aveva uno stemma già dal 1881. In esso era rappresentato un edificio caratterizzato da due torri. In uno stemmario fu descritto così: …chiesa con due torri (ecclesia) … , descrivendo erroneamente l'edificio come una chiesa; in realtà esso rappresentava Castel Cles, che ha due caratteristiche torri gemelle. Nel 1931 Cles inviò al governo di Roma la richiesta di concessione di un nuovo stemma e di un gonfalone, perché fino allora erano stati usati quelli imposti dall'ex Governo austro-ungarico: «Il Comune di Cles chiede di portare per stemma una chiesa, emblema del paese, che appunto da ecclesia prese il nome.» 
Con regio decreto del 9 gennaio 1939 fu concesso l'attuale stemma, insieme al gonfalone, con questa descrizione: 
L'elemento essenziale dello stemma è rappresentato da un semplice edificio dotato di una porta e appoggiato su una gradinata. All'apice del tetto a due ali sovrasta un campaniletto cuspidato con una finestrella. I colori argentato e rosso sono quelli dello stemma della famiglia dei baroni di Cles. La corona muraria di comune e le fronde di quercia e alloro, legate da un nodo d'argento e di rosso con nastri bifidi agli estremi completano come ornamenti esteriori.

Il gonfalone riporta lo stesso stemma ed è descritto così: 

## Monumenti e luoghi d'interesse

### Architetture religiose

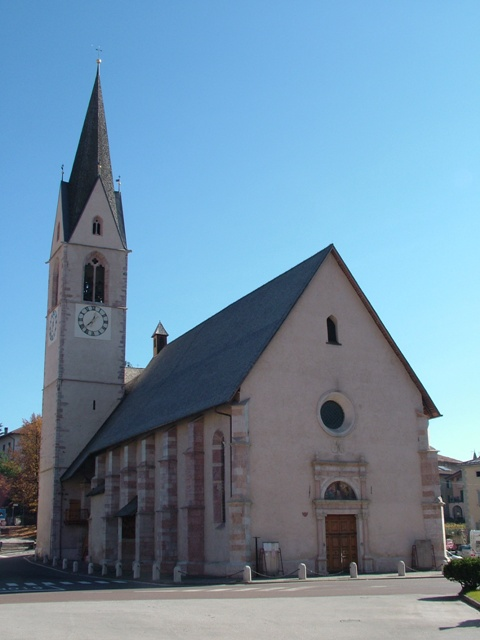
Chiesa parrocchiale di Santa Maria Assunta (esterno)

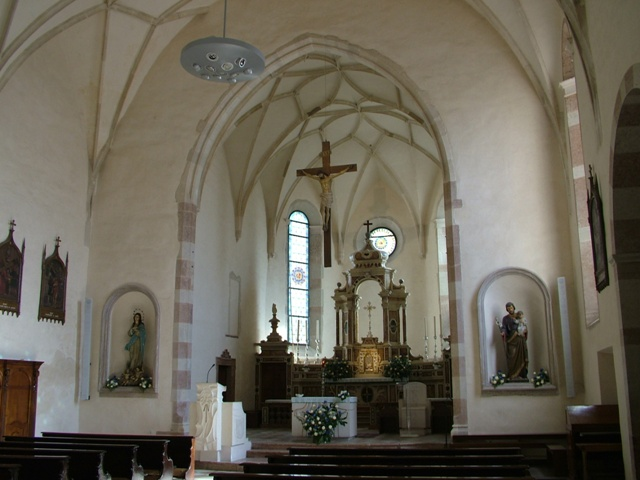
Chiesa parrocchiale di Santa Maria Assunta (interno)

- Chiesa di Santa Maria Assunta, parrocchiale posta sulla piazza centrale, ricostruita nello stile gotico-rinascimentale fra il 1512 e il 1522. La chiesa è ricordata per la prima volta nel 1128. Il portale maggiore reca nella lunetta un affresco dell'Annunciazione. È sormontato dallo stemma dei Clesio con iscrizione e da un rosone che alleggerisce la facciata dal tetto a due spioventi. Sulla porta di settentrione vi sono un altro stemma della famiglia Clesio e degli affreschi. L'interno è ad un'unica navata ad arco. Una fitta rete di costolature, che scende sulle pareti laterali, orna la volta gotica. La chiesa vanta un notevole fonte battesimale del 1598 e una preziosa argenteria. Finestroni a traforo e un antico orologio fregiano il campanile gotico. Recentemente la chiesa è stata oggetto di notevoli restauri.
- Chiesa di San Pietro Apostolo. Viene citata per la prima volta in un documento del 1348 e ha origini antichissime, come attestano i ritrovamenti archeologici di strutture e sepolture altomedievali. L'edificio è ad un'aula unica pressoché quadrata, ha un'abside poligonale e un campaniletto in facciata. L'interno conserva un prezioso ciclo d'affreschi e un altare di legno intagliato.
- Chiesa di San Tommaso Apostolo. Situata sull'antica strada che, attraversando la Val di Non, portava da un lato verso la Val di Sole, Malé e la Lombardia e dall'altro verso il passo Palade e Merano. Probabilmente la cappella venne edificata nel XIII secolo e la prima notizia documentale risale al 1322. In occasione del restauro svoltosi dal 2003 al 2005 è stata determinata la superficie della cappella primitiva, il perimetro dell'abside a calotta (originariamente coperta di affreschi di cui si è trovato traccia durante lo scavo archeologico), e, in parte, il pavimento più antico fatto di ciottoli e di battuto di calce. Sulla parete meridionale sotto gli affreschi e sotto l'attuale piano pavimentale è apparsa una decorazione ad affresco che assomiglia a una tappezzeria e mostra antiche iscrizioni rovinate e un motivo a cardo, tardo quattrocentesco, che allude alle sofferenze di Cristo e, unito a una melagrana, alla Passione e Resurrezione.
- Chiesa di Santa Lucia. La cappella si trova nella frazione Caltron e da documenti ritrovati esisteva già nel 1356. Presenta una semplice aula rettangolare coperta con una volta a botte a costoloni e un'abside poligonale. All'interno della chiesa ci sono l'altare barocco in legno intagliato e dorato e la pala dell'Annunciazione.

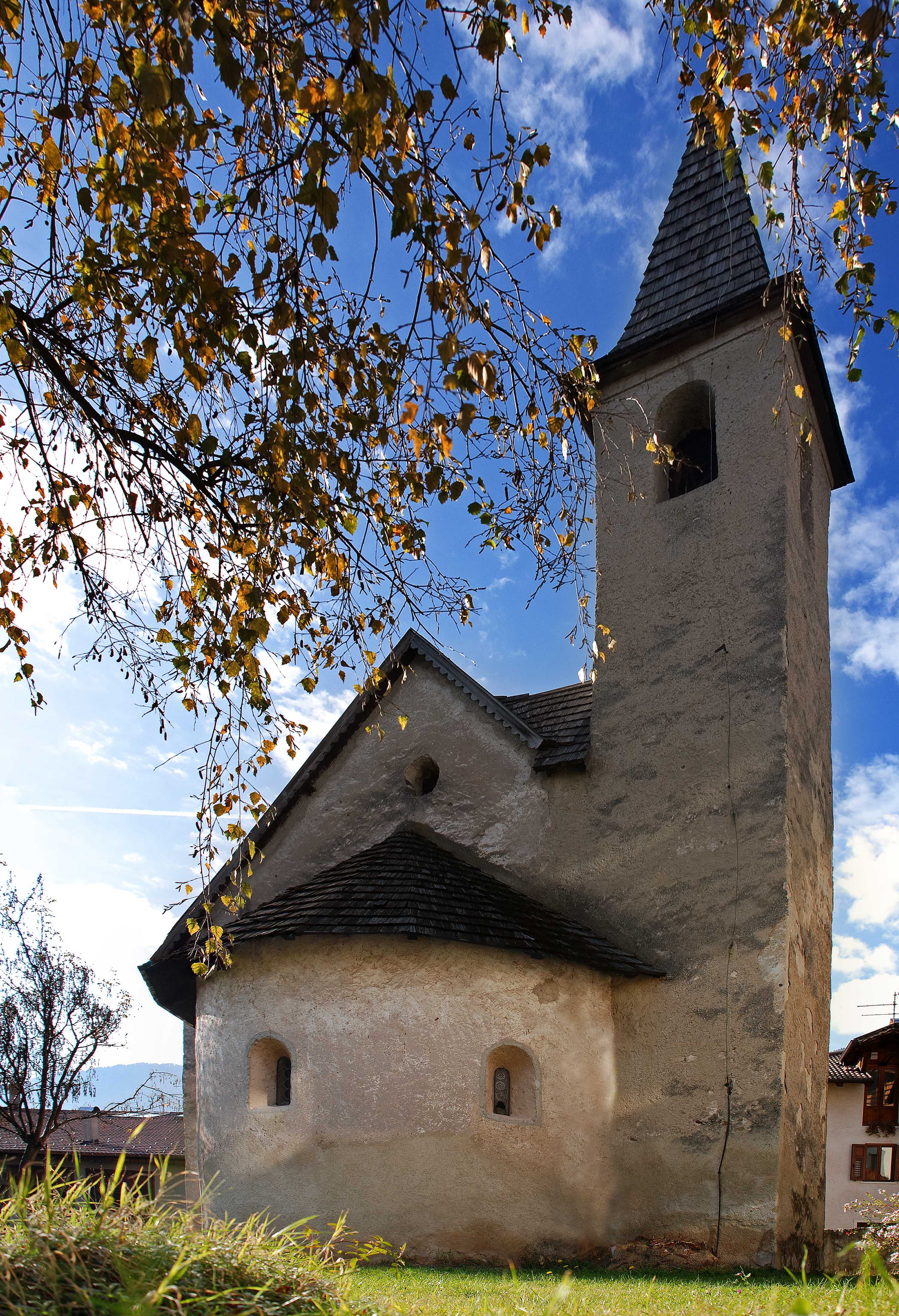
Antica chiesa di San Vigilio

- Chiesa di San Vigilio a Pez frazione di Cles. Nell'antico quartiere di Cles si trova la chiesa più antica della borgata dedicata a San Vigilio. Sul suo sagrato si raccoglievano i capifamiglia di Cles con i rappresentanti della popolazione. La prima notizia della sua esistenza risale al 991. Come tutte le vecchie chiese anauni, ha il tetto a due ripidi spioventi ricoperti di scandole a cuspide. Il portale è rinascimentale e, sulla facciata, vi sono tracce d'affresco. Tutte le superfici interne si presentano affrescate da dipinti del Trecento e del quattrocento. Particolare anche l'affresco del cristo a mandorla nell'altare a botte. Dai recenti restauri appena ultimati si sono ritrovate attorno alla chiesa i resti di un cimitero. Conservati molto bene gli stucchi cinquecenteschi. Si è scoperto che nel restauro del 1932 nell'altare se ne è modificato un pezzettino coprendo il buco contenente il lavabo dove il prete si lavava le mani prima di celebrare la messa.
- Chiesa di Santa Maria Assunta a Mechel. Questa chiesa viene nominata nei documenti nel 1328 e nel 1354. Gli scritti antichi ci fanno sapere che nel 1467 il vescovo suffraganeo Albertino consacrò l'altare dei santi Fabiano e Sebastiano. Più tardi viene consacrato il cimitero che si trovava intorno alla chiesa. Nel 1579, durante un'ispezione emerse che la chiesa di Mechel era in cattive condizioni e un pericolo per i fedeli, per cui si decise di abbatterla e ricostruirla sullo stile della chiesa di Cles. Nel 1586, il 12 maggio, venne consacrata dal vescovo suffraganeo Gabriele Alessandri.[25] Nel 1733 viene elevata a curazia, ma senza fonte battesimale, solo nel 1792 si ebbe l'autorizzazione a battezzare. Sull'altare maggiore vi è una pala, da alcuni attribuita a Giovanni Battista Lampi, raffigurante la Madonna Assunta in Cielo.
- Chiesa di San Lorenzo a Mechel. Viene nominata per la prima volta nel 1390, ma le sue origini risalgono ad epoche più remote. La chiesa di san Lorenzo è ad una navata con volta a rete, finestre gotiche ed abside pentagonale. L'altare, è intagliato in legno con nicchia centrale in cui si trova la statua di San Lorenzo. Ai lati si trovano le statue di S. Antonio e di S. Francesco e in cima, S. Barbara con la torre. Di notevole interesse gli affreschi di ispirazione gotica. Tra gli anni 1988 - 1995 la chiesa fu restaurata ad opera di don Bruno Magagna.
- Convento di Sant'Antonio. Nel 1631, a seguito di un voto degli abitanti della Val di Non e della Val di Sole per porre fine ad un'epidemia, iniziò la costruzione del convento francescano grazie ad alcune donazioni private. I frati andarono a vivere nel convento nel 1635 mentre la chiesa annessa, dedicata ad Antonio di Padova, venne consacrata il 22 agosto 1649 da Jesse Perchoffer, vescovo suffraganeo di Bressanone.[26] A seguito delle soppressioni napoleoniche, tra il 1810 e il 1815, il convento fu venduto e v si installarono degli uffici amministrativi mentre la chiesa continuò ad essere attiva.[27] Il convento ospita una comunità di persone affette da dipendenze o che vivono ai margini della società.[28][29]
- Chiesa di San Rocco
- Chiesa del Crocifisso in località Faé
- Chiesa di Santa Maria delle Grazie, o della Madonnina, o dei Santi Angeli, a Cles

### Architetture civili

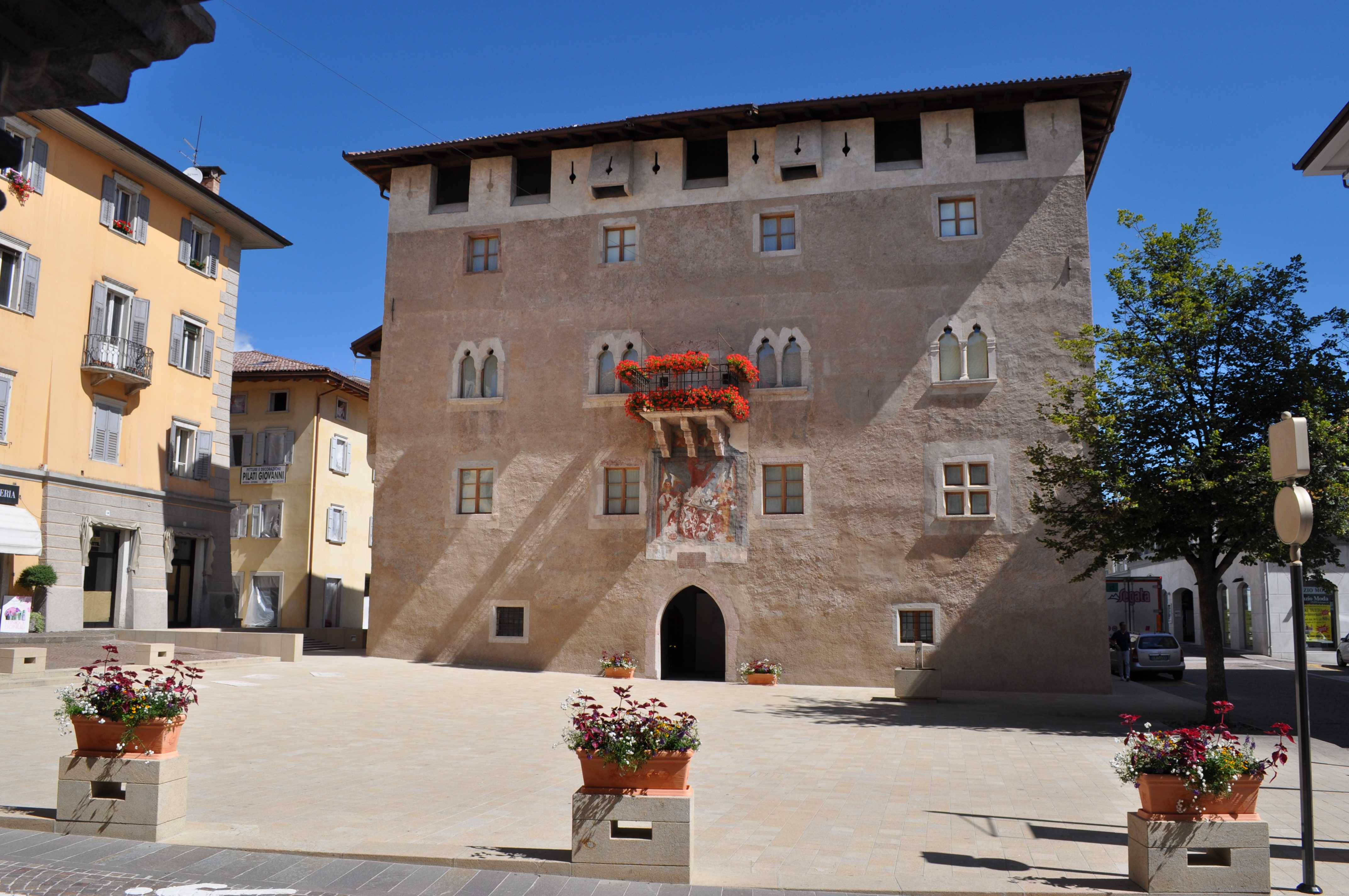
Palazzo Assessorile

- Palazzo Assessorile. Il palazzo è stato al centro di un ambizioso restauro che ha riportato l'edificio all'antico splendore e dopo quattro anni di lavori ininterrotti, ha riaperto i battenti in occasione della Giornata di primavera promossa dal Fai (Fondo per l'Ambientale Italiano) nel marzo 2009. La struttura inizialmente è stata adibita a deposito per le derrate alimentari, trasformandosi poi in una dimora nobiliare e successivamente nella sede del Capitanato delle Valli. Quindi ha ospitato le carceri, prima di diventare la sede del Municipio e del Consiglio Comunale. Si tratta quindi di un edificio che conserva in sé tutte le valenze amministrative, politiche e sociali degli ultimi 8 secoli ed è certamente il più antico testimone della storia clesiana. È un elegante e arcigno edificio tardogotico fortificato che si erge al centro borgata di Cles. Cresciuto attorno a una torre del XII secolo ricoprì, durante la sua storia secolare sia il ruolo di ricca abitazione urbana di famiglie nobiliari locali (i Cles, i Sant'Ippolito, i Thun), sia il ruolo di palazzo pubblico con funzioni giudiziarie (dal 1679). L'aspetto del palazzo è frutto dell'ampliamento voluto dai signori di Castel Cles alla fine del Quattrocento. All'esterno conserva una facciata gotico/rinascimentale, impreziosita da bifore in gotico veneziano e da un esteso affresco di scuola nordica, datato 1482, rappresentante due angeli che sorreggono l'insegna araldica dei Cles, inoltre la merlatura, le feritoie, le caditoie sotto il tetto conferiscono alla struttura un aspetto austero. Nel 1679, sopra il portale gotico, è stata murata dalla comunità clesiana una lapide per ricordare la nuova destinazione d'uso del palazzo: in quel periodo l'edificio diventava sede degli uffici dei giudici delle Valli di Non e di Sole, detti appunto Assessori, e delle prigioni. L'interno conserva dei portalini quattrocenteschi in pietra lavorata e numerose sale su due distinti piani con affreschi rinascimentali datati 1543, opera di diversi pittori, fra i quali probabilmente Marcello Fogolino e Domenico Brusasorci. I preziosi soffitti lignei hanno decorazioni floreali e insegne araldiche di diverse famiglie della nobiltà locale. Il terzo piano, quasi interamente affrescato, ospitava le prigioni seicentesche. Nel corso del Novecento l'edificio ha perso la sua funzione giudiziaria, ereditata dall'antistante Palazzo Dal Lago, ed è diventato prima sede del Municipio, quindi elegante luogo d'esposizione d'arte.

### Architetture militari

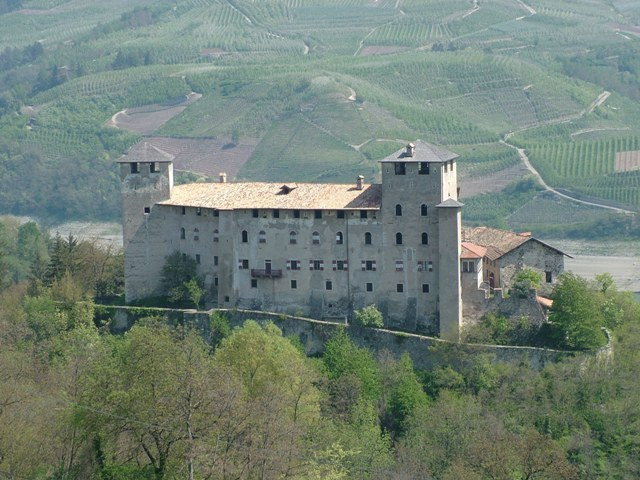
Castel Cles

- Castel Cles. Sulla cima di un promontorio, nel centro geografico della Val di Non, si trova il castello dei Signori di Cles. Il maniero si rispecchia oggi nelle acque del lago di Santa Giustina e in passato era posto sulla collina per sorvegliare il ponte in legno che collegava la borgata di Cles all'Alta Anaunia (poi inghiottito dalle acque del lago). La fortezza, sviluppatasi forse attorno ai resti di una torre di vedetta romana, era inizialmente appartenuta ad una consorteria di tipo comunitario, come fa intuire la presenza di più torri. Da questa cerchia emerse attorno all'anno mille la famiglia dei Signori di Castel Cles, il cui capostipite è Vitale de Clesio (documento del 1114)[30] e il cui più illustre personaggio fu Bernardo Clesio, cardinale e Principe Vescovo di Trento, Cancelliere Supremo nonché presidente del Gran Consiglio segreto del re Ferdinando I.[31]
- Castel Firmian a Mechel. È un edificio di notevoli proporzioni di stile composito, con elementi manieristici. L'attuale edificio è del 1486 e sorge su un precedente castello. La facciata del palazzo è caratterizzata da numerose di finestre, tutte quadrate, tanto che l'edificio è conosciuto come "Castello dalle cento finestre". All'interno alcune stanze sono abbellite di soffitti a cassettoni e arricchite di affreschi con motivi mitologici.

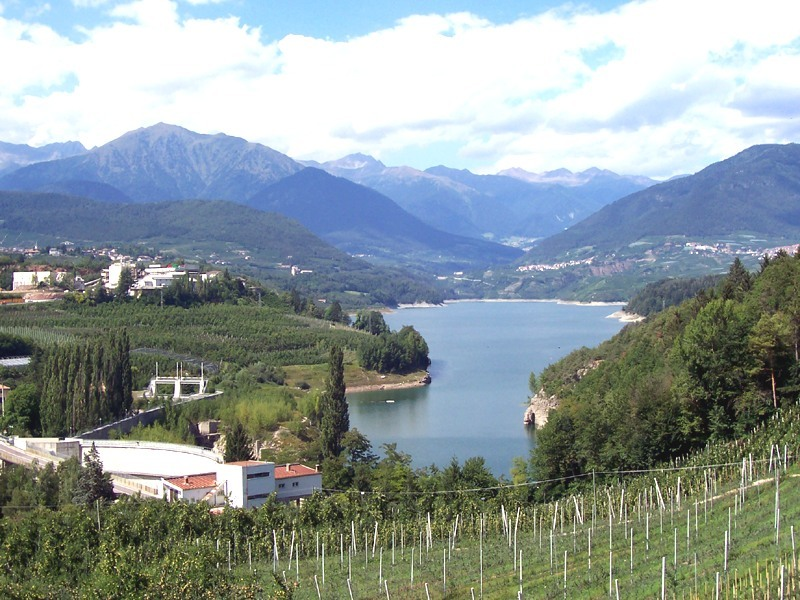
Il lago di Santa Giustina visto da Dermulo

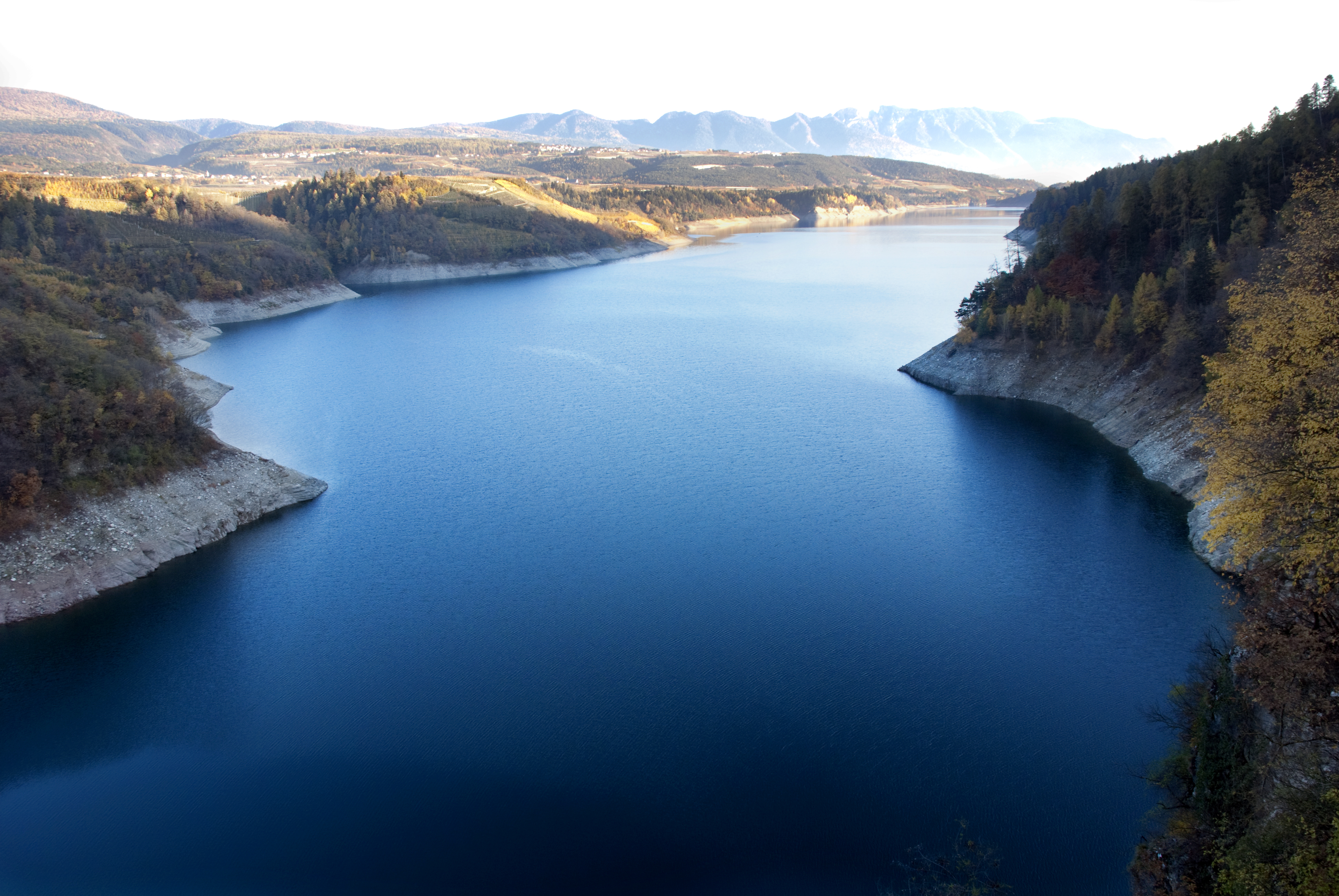
Il lago di Santa Giustina visto dal ponte del Ciastelàz, nei pressi di Cagnò

## Altro
- Lago di Santa Giustina. Si tratta di un lago artificiale formatosi a seguito dello sbarramento del torrente Noce. La diga fu completata nel 1951, è alta 152 metri ed era all'epoca della costruzione la più alta d'Europa. Il lago può contenere fino a circa 180 milioni di metri cubi d'acqua, che alimentano le turbine della centrale idroelettrica di Taio.[32][33] Il lago prende il nome dalla località in cui si trova la diga, che a sua volta prende nome da un antico eremo di cui rimangono solo dei ruderi, protetti da un incavo naturale della roccia.[34][35]

## Aree naturali
- Biotopo Palù di Tuenno. Il biotopo di Tuenno è una zona paludosa che si può raggiungere in auto, in bicicletta o a piedi attraverso la pista ciclabile.[36] La palude è caratterizzata prevalentemente da acquitrini e canne di bambù; nella distesa di canne di palude sono presenti anche alcuni cespugli di salice. Nella parte orientale dell'area naturale è presente un piccolo laghetto d'acqua, mentre alcune pozze più grandi sono nascoste tra la fitta vegetazione. Il biotopo è interessante soprattutto per l'avifauna. Qui infatti è stata riscontrata la riproduzione di numerosi volatili. Molti di questi sono caratterizzati da grande rarità a livello provinciale. Tra le numerose specie si possono citare il martin pescatore, la gallinella d'acqua, la folaga, l'Airone cenerino, lo Svasso maggiore, la cannaiola, il tarabusino, il migliarino di palude, il cannareccione, il porciglione, il yuffetto, il germano reale, la cannaiola verdognola. Inoltre rappresenta per gli uccelli migratori un'importante zona di rifugio, sosta e alimentazione. Infatti, costituendo uno tra i pochissimi ambienti naturali umidi di tutta la Val di Non, essa si presenta "come un albergo gratuito" in un vasto territorio relativamente inospitale per le specie di uccelli migratori, in quanto antropizzato. Dal 2011 due terzi della superficie della zona paludosa di Palù di Tuenno sono stati coperti da inerti per costruire il campo sportivo di Cles e ciò che ne resta è parte dell'area originale.

## Società

### Evoluzione demografica
Abitanti censiti

### Cittadini stranieri
Gli stranieri residenti a Cles al 1º gennaio 2018 sono 799 e rappresentano l'11,4% della popolazione residente.
La comunità straniera più numerosa è quella proveniente dalla Romania con il 40,2% di tutti gli stranieri presenti sul territorio, seguita dal Marocco (9,6%) e dall'Albania (7,4%).

## Cultura

### Istruzione
Oltre a un istituto comprensivo (scuola elementare e media) sono presenti anche alcune scuole superiori: i centri di formazione professionale Enaip e UPT, l'Istituto Tecnico Carlo Antonio Pilati e il Liceo Bertrand Russell. In questi istituti affluisce buona parte degli studenti delle valli di Non e Sole. Nel 2006 il Liceo Bertrand Russell è salito all'attenzione della stampa nazionale per i buoni risultati ottenuti nei test PISA di quell'anno.

### Media
A Cles ha sede una delle più antiche emittenti locali trentine (1978) ancora in attività: Radio Anaunia, FM 103,900, 91,300, 91,600 e 99,600. L'emittente è diretta da Claudio Gabos e illumina la Val di Non, la Val di Sole, la Piana Rotaliana e la Val di Cembra.

### Musica

#### Banda
Nel 2000 debutta a Cles, in occasione del carnevale, la neonata banda, assente dal 1964.

#### Cori
Ha sede a Cles il Coro Monte Peller, fondato nel 1965 e diretto per cinquant'anni dal fondatore Mº Paolo Lorenzoni. Dal 2016 la direzione è passata al figlio Alberto Lorenzoni. Il coro conta un organico di una trentina di coristi provenienti prevalentemente dalla borgata di Cles ma anche da altri paesi limitrofi. L'attività del coro annovera numerosi concerti soprattutto nelle Valli del Noce e in Trentino, ma anche fuori regione e all'estero.

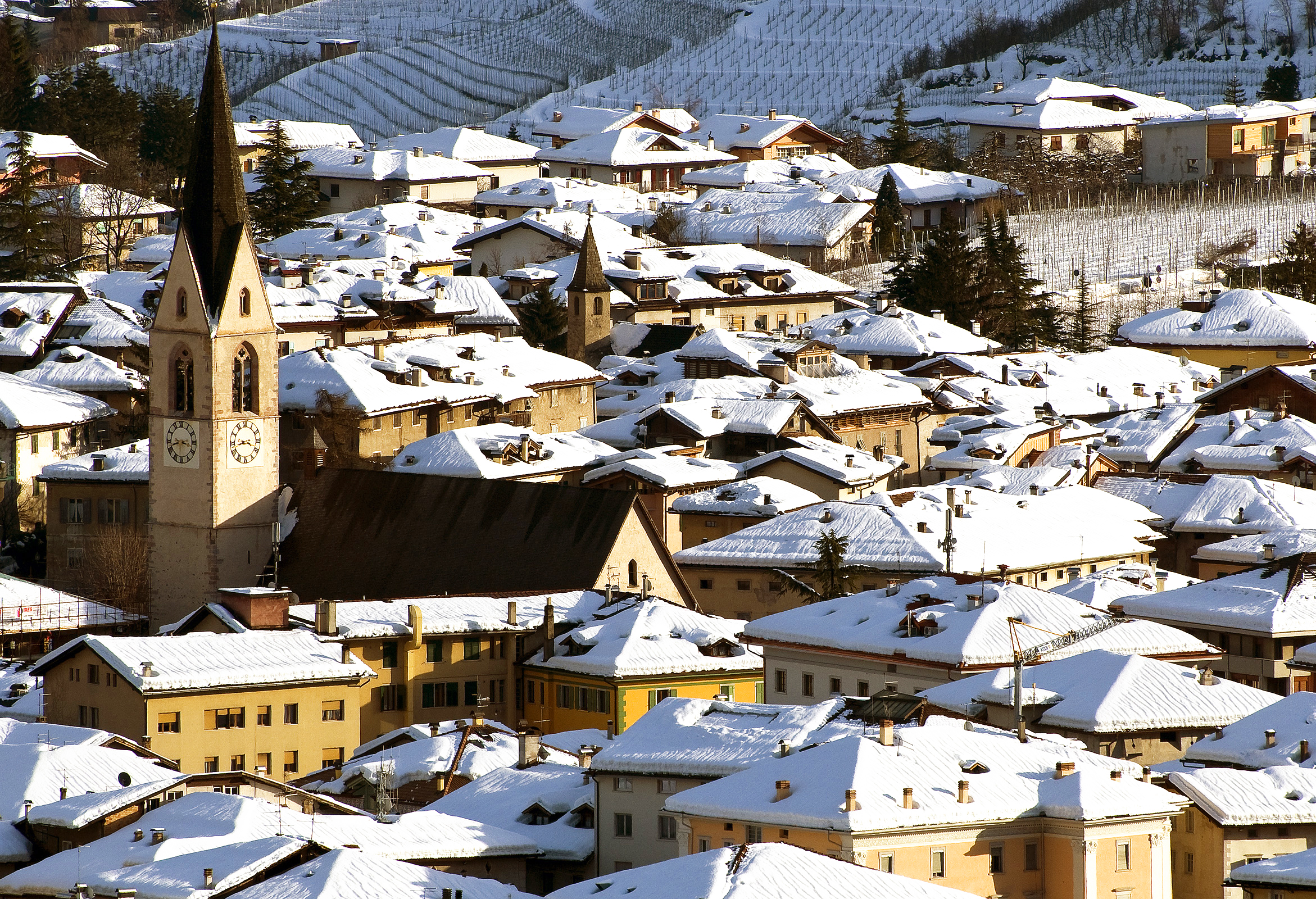
Il centro visto dalla Vergondola

A Cles ha anche sede la Coralità Clesiana, fondata nel 1999 e guidata dal maestro Tullio Lorenzoni.

## Geografia antropica

### Frazioni

#### Mechel
In direzione di Tuenno si trova Mechel. Sembra che il nome di questa frazione derivi dall'etrusco "paese", "luogo abitato" infatti, già da parecchi secoli avanti Cristo, risiedeva una popolazione stabile. Mechel è situato sotto il monte Peller dove vivono circa 500 abitanti, famoso per le scoperte archeologiche dell'epoca del ferro.
Sono state trovate molte tombe in cui oltre al corpo venivano sotterrate spade risalenti all'epoca del bronzo, ori, fibule e cibo perfettamente conservato.
Nei pressi del Castel di S. Ippolito a Mechel esiste un posto chiamato Cianvaza dove si trova una grotta che durante la seconda guerra mondiale gli abitanti si rifugiavano per scampare ai bombardamenti. Questa grotta si dice che fosse in origine una via di fuga segreta del castello dove la leggenda dice che sia nascosto un vitello d'oro.

#### Dres
Proseguendo lungo la strada statale 43, in direzione di Malé, si arriva a Dres (661 s.l.m.; 124 ab.). Il suo nome deriva dal sostantivo pre-latino dur/dor, che significa acqua a corrente.
Al numero civico 18 si conserva un affresco quattrocentesco, raffigurante S. Cristoforo, al numero civico 42, invece, una pittura a fresco, risalente al XVIII secolo, rappresentante la Madonna con Bambino incoronata da angeli. A Dres possiamo trovare anche la preziosa chiesa di S.Tommaso menzionata nel 1323.

## Economia
L'economia del paese per gran parte è improntata sull'agricoltura e in particolare sulla produzione della mela. La Val di Non, di cui Cles è il capoluogo amministrativo, è una zona frutticola tra le più produttive d'Europa. A partire dal 1989 sono stati sottoscritti protocolli di autodisciplina per un'agricoltura di qualità nel rispetto dell'ambiente e quindi a tutela del prodotto e del consumatore.
Grazie alla sua posizione e le comodità della città il turismo è un settore che si è valorizzato negli ultimi anni, attualmente esiste una ricca offerta di manifestazioni culturali, sportive e di svago.
Sono anche presenti una stamperia Mondadori,
una sede della multinazionale Ebara, ditta leader nel mondo nella produzione di pompe idrauliche, la sede principale e storica della Diatec Group, azienda fondata dal Cav. Diego Mosna che produce tutti i prodotti relativi a carte e stampati, la sede dell'importante azienda produttrice di manipolatori industriali Dalmec e numerose piccole industrie locali.
Per quanto riguarda l'artigianato, è rinomata la produzione di merletti e di pizzi.

### Agricoltura
Fino alla metà del XIX secolo il paesaggio anaune si presentava completamente diverso. L'economia agraria si basava principalmente sul gelso (il cui prodotto era destinato all'industria tessile) e sulla vite. Il Consiglio Agrario di Trento con altri istituti cerca di incrementare l'agricoltura promuovendo la frutticultura, visti anche i risultati positivi che stava dando in Sud Tirolo. D'altronde la coltivazione del gelso era in declino anche per le malattie e per l'eccessivo sfruttamento. Alcune famiglie si lanciarono in questa nuova avventura. Si deve ad un nobile di Revò, tale Francesco Maffei, l'introduzione della mela Renetta dal Canada già ad inizio 1800.
Nei primi anni del 900 attorno al paese si coltivava frumento, orzo, segale. Nel 1924 i produttori di tabacco erano 14 con 44 900 piante. Un notevole contributo al benessere delle famiglie era dato dall'allevamento del bestiame utilizzato per lavori agricoli e per la produzione di latte. Altra risorsa sicura era la bachicoltura. Era l'orgoglio e l'occupazione delle donne che curavano l'allevamento dei bachi.
Inizialmente furono coltivate mele e pere e ben presto arrivarono riconoscimenti in ambito internazionale a cominciare da quelli ottenuti all'esposizione mondiale di Vienna del 1873. Già in quegli anni si mette in mostra una coscienza cooperativistica, infatti, nasce il Consorzio acquario generale che si occupa di costruire e gestire l'acquedotto che portava acqua ai comuni di Cles, Tuenno, Nanno e Tassullo. Nel 1889 a Cles nasce una società cooperativa per lo smercio cumulativo della frutta (accanto alla frutticultura rimane la produzione di foraggio legata all'allevamento).
Negli anni settanta la coltivazione della mela diventa praticamente una monocoltura. Accanto alla renetta si affiancano nuove qualità la Golden Delicious e la Red Delicious. Di recente la Fuji e la Royal Gala.
Dal 1989 le cooperative di mele della Val di Non e della Val di Sole si sono unificate nel consorzio Melinda (con circa 5 200 produttori).

#### Lec
Il "lec" è un acquedotto che porta l'acqua ai paesi di Tuenno, Tassullo, Nanno e Cles.
Circa a metà del 1800 gli stessi paesi unirono i loro interessi in una società, il consorzio acquario generale, che anche oggi gestisce l'irrigazione dei frutteti.
L'opera permise di risolvere la questione dell'irrigazione dei campi e di trasformare la coltivazione dell'epoca introducendo la frutticoltura. Si iniziò perciò a coltivare le prime mele e pere nella parte occidentale della Val di Non.
Il canale prelevava l'acqua in località Cantier nella Val di Tovel dal torrente Tresenica e con un percorso lungo le rocce raggiungeva la parte nord di Tuenno e poi proseguiva fino a Cles. Lungo il suo percorso due deviatori dell'acqua "dividevano l'acqua tra i paesi sopracitati secondo dei precisi accordi.
I lavori di costruzione iniziarono nel 1852, il canale era largo 4 piedi, profondo 36 e lungo circa 10 km.
Grazie al "lec" vennero irrigati 600 ettari. Per l'epoca l'opera era economicamente molto rilevante e il consorzio si indebitò per portare a termine l'operazione. Alcune personalità furono decisive per la nascita dell'acquedotto: don Gioseffo Pinamonti, amministratore, Francesco Antoniolli, capitano distrettuale dell'Impero austro-ungarico, Giovanni Brugnara, geometra originario di Cles e progettista del manufatto.
Durante gli anni trenta vennero effettuati dei lavori di restauro perché c'era una perdita del 38% dell'acqua deviata ai quali seguirono poi altri lavori.
L'acquedotto è ancor oggi quello originale e tuttora rifornisce di acqua il consorzio acquario e le campagne dei paesi che vi aderiscono. Sono cambiati i sistemi di distribuzione, prima a scorrimento, poi a pioggia e ora a goccia ma il vecchio "Lec" adempie ancora alla sua funzione originaria.

## Infrastrutture e trasporti

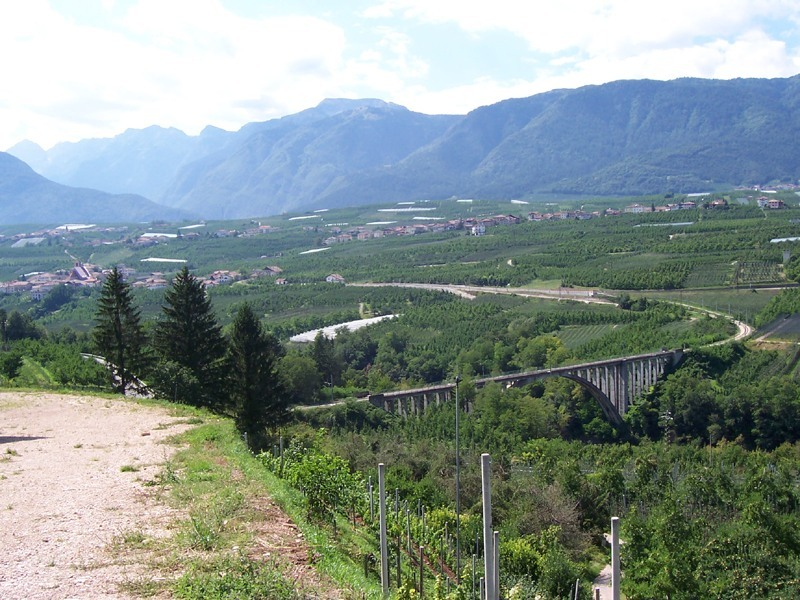
Ponte della ferrovia Trento-Malé-Mezzana sul Noce

Cles si trova all'incrocio tra la Val di Non e la Val di Sole e sul territorio si trova la Strada statale 42 che porta verso il Passo del Tonale e la Strada statale 43 che collega Cles con il resto della Val di Non.
Cles si può raggiungere con i mezzi pubblici di linea che collegano i numerosi paesi della valle al capoluogo oppure con la Ferrovia Trento-Malé-Mezzana.
La località è servita dalla stazione di Cles e dalla fermata Cles Polo Scolastico poste lungo la ferrovia Trento-Malé-Mezzana, inaugurata nel 1964 in sostituzione della preesistente tranvia.

## Amministrazione
| Periodo           | Periodo           | Primo cittadino    | Partito                                            | Carica                  | Note |
| ----------------- | ----------------- | ------------------ | -------------------------------------------------- | ----------------------- | ---- |
| 1922              | 1924              | Luigi Springhetti  |                                                    | Sindaco                 |      |
| 1925              | 1925              | Guido Lorenzoni    |                                                    | Commissario Prefettizio |      |
| 1926              | 1927              | Guido Lorenzoni    |                                                    | Podestà                 |      |
| 1927              | 1928              | Carlo Peccol       |                                                    | Commissario Prefettizio |      |
| 1929              | 1931              | Carlo Peccol       |                                                    | Podestà                 |      |
| 1931              | 1934              | Mario Lorenzoni    |                                                    | Podestà                 |      |
| 1934              | 1938              | Giovanni De Maffei |                                                    | Podestà                 |      |
| 1938              | 1943              | Eugenio Taddei     |                                                    | Podestà                 |      |
| 1943              | 1945              | Arturo Piechele    |                                                    | Commissario Prefettizio |      |
| 1945              | 1946              | Giorgio Iuffmann   |                                                    | Sindaco                 |      |
| 1946              | 1951              | Francesco Fiamozzi |                                                    | Sindaco                 |      |
| 1951              | 1956              | Eugenio Taddei     |                                                    | Sindaco                 |      |
| 1956              | 1961              | Giacomo Dusini     |                                                    | Sindaco                 |      |
| 1961              | 1962              | Ildebrando De Cles |                                                    | Sindaco                 |      |
| 1963              | 1964              | Ottavio Quaresima  |                                                    | Sindaco                 |      |
| 1964              | 1969              | Enrico Ossanna     |                                                    | Sindaco                 |      |
| 1969              | 1975              | Enrico Piechele    |                                                    | Sindaco                 |      |
| 1975              | 1995              | Giacomo Dusini     |                                                    | Sindaco                 |      |
| 1995              | 2000              | Maria Pia Flaim    |                                                    | Sindaca                 |      |
| 2000              | 2009              | Giorgio Osele      |                                                    | Sindaco                 |      |
| 14 dicembre 2009  | 10 maggio 2015    | Maria Pia Flaim    | PD-Gruppo civico di centro-Ascoltiamo Cles         | Sindaca                 |      |
| 11 maggio 2015    | 20 settembre 2021 | Ruggero Mucchi     | PATT, Passione clesiana, Cles Futura               | Sindaco                 |      |
| 21 settembre 2021 | 17 maggio 2025    | Ruggero Mucchi     | PATT, Passione clesiana, Cles Futura               | Sindaco                 |      |
| 18 maggio 2025    | in carica         | Stella Menapace    | PATT, Stella Per Cles al Centro, Passione clesiana | Sindaco                 |      |

### Ripartizione linguistica
Nel censimento del 2001 il 10,44% della popolazione (672 persone) si è dichiarato "ladino".

### Variazioni
La circoscrizione territoriale ha subito le seguenti modifiche: nel 1928 aggregazione di territori del soppresso comune di Mechel.

## Sport

### ASD Anaune Val di Non
L'U.S. Anaune fondata nel 1905, è una delle Società sportive più vecchie della regione Trentino-Alto Adige e anche una delle più rappresentative in quanto, oltre a poter vantare un'antica tradizione sportiva, ha sempre operato a diretto contatto con le maggiori società sportive della Regione. Oggi l'U.S. ANAUNE si divide in 4 grosse sottosezioni e precisamente:
- U.S. Anaune calcio
- U.S. Anaune ciclismo
- U.S. Anaune pallavolo
- U.S. Anaune sci

#### U.S. Anaune ciclismo
L'unione sportiva anaune trae origine dal Club Ciclistico Anaune, associazione patriottica fondata nel 1905 dal prof. Giovanni Lorenzoni assieme ad un piccolo gruppo di persone amanti della bicicletta.
Il 26 settembre 1907 si svolge a Cles la festa inaugurale del Vessillo sociale del Club ciclistico anaune, che porta nello stemma l'aquila tirolese con i colori gialloblu. La sezione ciclismo dell'Anaune può vantarsi di aver dato i "natali" ciclistici a Maurizio Fondriest, campione del mondo di ciclismo a Ronse nel 1988. Nel 1983 una forte crisi organizzativa ha fatto chiudere l'attività della società. Nel 1994 ci fu una rifondazione della squadra che in seguito all'autorizzazione dell'allora direttivo dell'U.S. Anaune Madre, veniva battezzata con la denominazione U.S. Anaune Ciclismo.
Nel 1995 venne adottata la nuova denominazione sociale di U.S. Cristoforetti Fondriest Anaune Cycling. Le fu scelto questo nome in quanto "Cristoforetti" e "Fondriest" divennero i suoi sponsor principali. Da questo momento in poi per l'U.S. Cristoforetti Fondriest Anaune inizia un periodo di grandi soddisfazioni e di importanti risultati, vanta la conquista di 6 titoli italiani nelle categorie giovanissimi, vari titoli provinciali e regionali e la consegna nel 2007 dalle mani del presidente del Trentino, Lorenzo Dellai, della stella d'argento al merito sportivo, titolo che in regione possono vantare pochissime società sportive e che è assegnato dal CONI su scala nazionale.
L'U.S. Cristoforetti Fondriest Anaune, presieduta in questi ultimi anni dal Presidente Paolo Leonardi svolge attività ciclistica per ragazzi giovanissimi dai 7 ai 12 anni, esordienti maschi e femmine 13 e 14 anni e allieve femmine 15 e 16 anni ed è considerata una fra le società più importanti della regione e in ambito nazionale. Nel 2007 la società si è ulteriormente qualificata con la doppia affiliazione su Trento e Bolzano diventando punto di riferimento a livello regionale soprattutto per il ciclismo giovanile femminile e diventando uno dei soggetti promotori, con l'A.S Liquigas - Lago Rosso di Cles
e l'Andreis Cicling Team di Malé, delle Società Ciclistiche Valli del Noce, una realtà ormai più che una semplice prospettiva. Dal punto di vista dei risultati, nel 2007 la bacheca sociale dell'U.S. Cristoforetti Fondriest Anaune si è allungata con altri 10 trofei vinti sulle strade del Trentino e Alto Adige e le quattro maglie di campioni provinciali conquistate nel corso dell'anno, con il secondo posto assoluto di società nella classifica provinciale a punti e nel trofeo Rigotti a livello regionale e il settimo posto ai campionati italiani giovanissimi di Treviso.

#### U.S. Anaune calcio
L'U.S. Anaune sezione calcio ha iniziato l'attività negli anni venti ed è stata rifondata dopo la seconda guerra mondiale (1948); infatti il numero di matricola 2.060 è uno dei primi calcolando che questo numero si riferisce alle società a livello nazionale (come termine di raffronto le società delle valli trentine portano numeri superiori a 20.000).
Negli anni passati la filosofia della Società era rivolta quasi esclusivamente alla prima squadra con competizioni a livello del triveneto, con risultati anche abbastanza appaganti dal punto di vista sportivo (campionato di serie D negli anni settanta), ma certamente non soddisfacenti dal punto di vista economico, tanto che i debiti assunti hanno fatto sì che la Società liquidasse il cospicuo capitale immobiliare di notevole interesse della quale era proprietaria (campo da calcio-tribune-spogliatoi).
Oggi, i dirigenti attuali hanno impostato la struttura della Società indirizzando tutti gli sforzi verso il settore giovanile sicuri che questa sia la strada maestra al fine di impostare un lavoro serio nel sociale e nell'educazione sportiva dei giovani.

#### U.S. Anaune pallavolo
Nelle stagioni 2006/2007, e 2008/2009 la squadra locale di pallavolo maschile Anaune Blue City ha disputato il campionato di B1 rimanendo sempre al vertice, e conquistando anche la promozione in A2 (2008/2009). L'organico della squadra poteva contare sulla presenza del pluricampione del mondo Lorenzo Bernardi che ha concluso qui la sua carriera di giocatore. La squadra, dopo aver dovuto rinunciare al campionato di A2 per mancanza di sponsor, milita nel campionato di serie C. La squadra femminile in 1 divisione.

### Eventi
Nel 1980 Cles è stata sede di arrivo della 19ª tappa del Giro d'Italia.
Tappe del Giro d'Italia con arrivo a Cles
| Anno | Tappa | Partenza  | km  | Vincitore di tappa | Maglia rosa       |
| ---- | ----- | --------- | --- | ------------------ | ----------------- |
| 1980 | 19ª   | Longarone | 241 | Giuseppe Saronni   | Wladimiro Panizza |